# Darjeeling

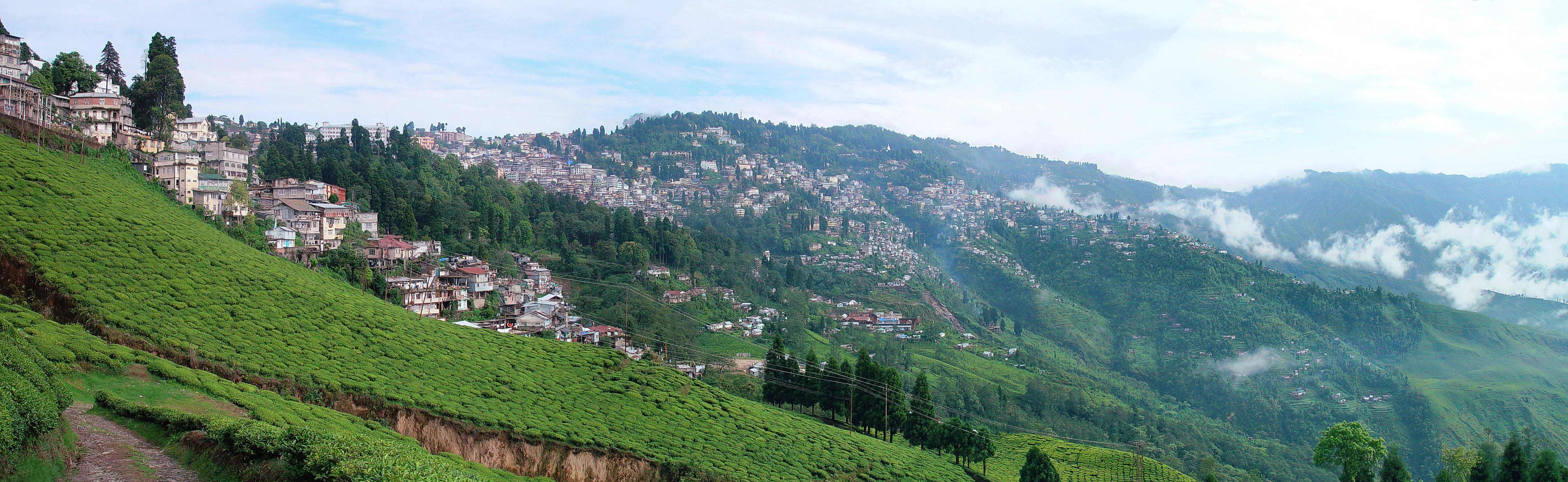
Darjeeling vista do Happy Valley Tea Estate.

Darjeeling (em nepali:  दार्जीलिंगⓘ, em bengali: দার্জিলিং) – por vezes escrito Darjiling – é uma cidade no estado indiano de Bengala Ocidental. É a sede do distrito de Darjeeling, nos montes Shivalik na cadeia inferior do Himalaia, a uma altitude média de 2 134 metros. O nome de “Darjeeling” é uma combinação das palavras tibetanas Dorje (raio) e ling (lugar), o que é traduzido como “A terra do raio”. Durante a administração colonial britânica da Índia (Raj Britânico), o clima temperado de Darjeeling impulsionou o seu desenvolvimento como lugar de férias possibilitando aos britânicos a fuga ao calor das planícies durante os verões.
Darjeeling é internacionalmente famosa pela sua indústria do chá: o chá de Darjeeling foi sempre um dos mais apreciados dos chás pretos, em particular na Grã-Bretanha e nos países que fizeram parte do Império Britânico.
Também é conhecida pelo caminho-de-ferro himalaio de Darjeeling, classificado como Património da Humanidade pela UNESCO. As plantações de chá remontam a meados do século XIX como parte do desenvolvimento da zona pelos ingleses. Os cultivadores de chá da região desenvolveram vários híbridos especiais de chá preto e técnicas de fermentação, com muitas das misturas consideradas como as melhores do mundo. O caminho-de-ferro de Darjeeling, que une a cidade com as planícies, foi declarado Património da Humanidade em 1999 e tem uma das poucas máquinas de vapor ainda em uso na Índia.
Darjeeling tem diversas escolas públicas de estilo britânico que atraem estudantes de muitas partes da Índia e de países vizinhos. A cidade, juntamente com a vizinha Kalimpong, foi um núcleo importante para a luta dos anos 80 por um estado de Gorkhaland independente, embora o movimento separatista se tenha reduzido pouco a pouco durante a última década devido à constituição de um conselho autónomo. Recentemente, a delicada ecologia da cidade está ameaçada por um crescimento da procura de recursos ambientais proveniente do crescimento turístico e de um mau planeamento urbano.

## História

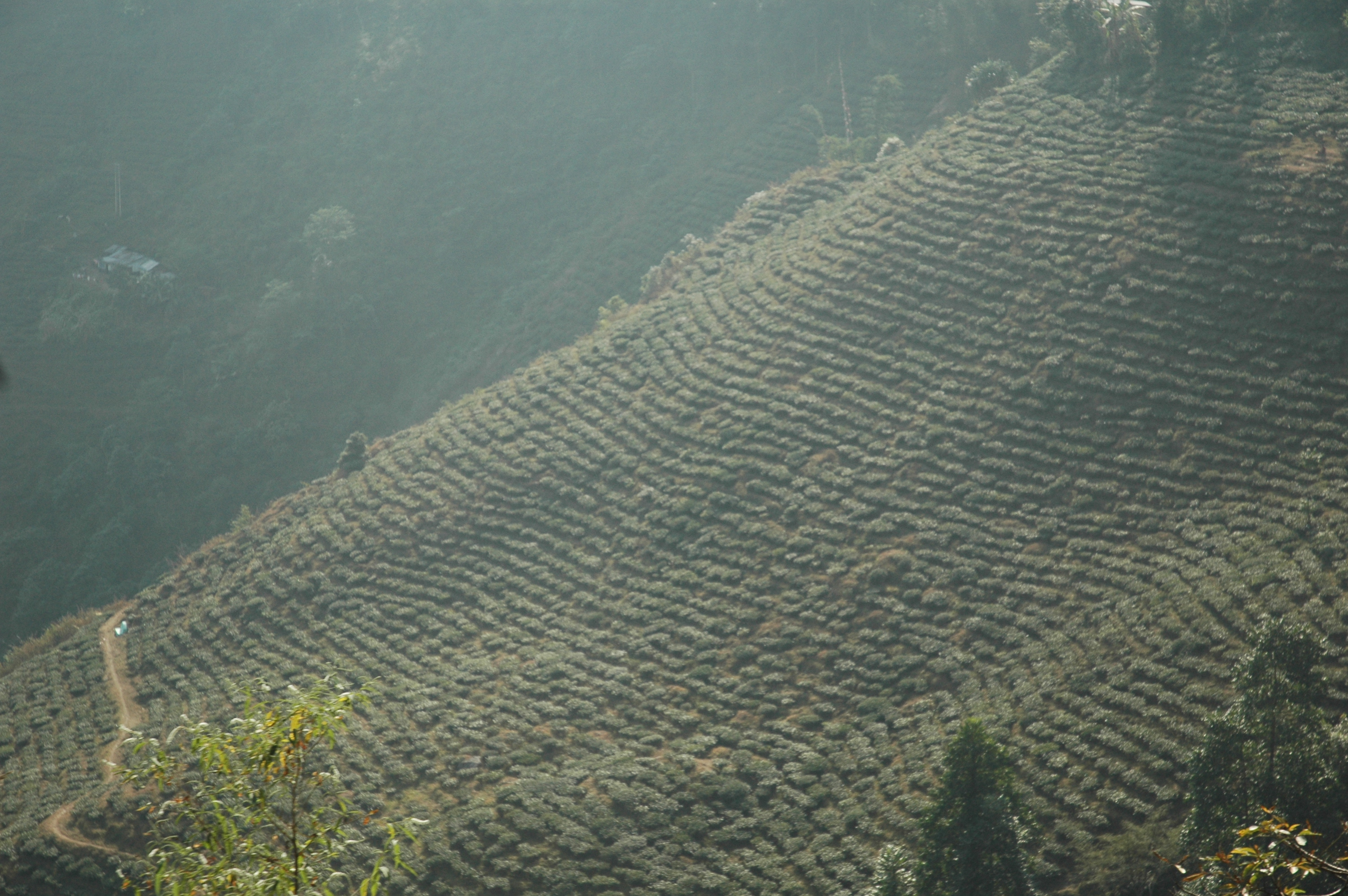
Plantação de chá em Darjeeling.

A história de Darjeeling está ligada com a do Nepal, do Butão, de Sikkim e de Bengala. Até ao início do século XIX, o povoamento consistia numas quantas pequenas vilas habitadas pelo povo Lepcha, e a área circundante a Darjeeling era governada de forma intermitente pelos reinos do Nepal e de Sikkim. Em 1828, uma delegação da Companhia Britânica das Índias Orientais passou por Darjeeling e decidiu que a região era um lugar adequado para um sanatório para soldados britânicos. Arthur Campbell fundou aí uma cidade de veraneio.
Os britânicos estabeleceram plantações experimentais de chá em Darjeeling em 1841. Darjeeling foi anexada pelo império britânico da Índia poucos anos depois de uma discórdia entre Sikkim e a Companhia, em 1849.
Sob domínio britânico, a área de Darjeeling era um “distrito sem regulação” (esquema de administração aplicável aos distritos do Raj Britânico menos avançados). Em 1905, a zona passou para a jurisdição  da divisão de Rajshahi. Mais tarde, em 1919, foi declarada “zona subdesenvolvida”.
Após a independência da Índia em 1947, Darjeeling ficou incorporada no estado de Bengala Ocidental. O distrito individual de Darjeeling foi formado pelas cidades de Darjeeling, Kurseong, Kalimpong e algumas partes da região de Terai.

## Geografia
Darjeeling fica situada perto do Kanchenjunga, a mais alta montanha da Índia. A cidade tem uma altitude média de 2130 m na região montanhosa himalaia de Darjeeling, na cordilheira Darjeeling-Jalapahar que tem origem a sul de Ghum. A cordilheira tem forma de Y com a base em Katapahar e Jalapahar e dois braços que divergem a norte de Observatory Hill. O braço nordeste termina subitamente junto de Lebong, enquanto o braço noroeste passa pelo North Point e termina num vale perto de Tukver Tea Estate.